# Église Saint-Pierre de Chauvigny
Pour les articles homonymes, voir Église Saint-Pierre.
La collégiale Saint-Pierre de Chauvigny est une ancienne collégiale située à Chauvigny, en France.

## Localisation
L'église est située dans le département français de la Vienne, sur la commune de Chauvigny.

## Historique
Son origine est mal connue. L'existence d'un chapitre de 10 chanoines y est attestée dans le premier quart du XIe siècle. Il existait donc, à cette époque, un premier édifice, dont quelques pierres sculptées sont réemployées dans le chevet de l'église actuelle.
L'église Saint-Pierre a été  construite dans la première moitié du XIIe siècle, en commençant par le chœur. Le clocher a été élevé au début du XIIIe siècle.
Elle est le siège d'un archiprêtré sous l'Ancien Régime. Abandonnée à la Révolution, elle est rendue au culte en 1804. Saint-Pierre est alors le siège du doyenné jusqu'au début du XXe siècle. Il est alors transféré à l'église Notre-Dame, en ville basse.
Très endommagé pendant les guerres de religion (en 1569) et lors de la Fronde (en 1652), privé d'entretien pendant la période révolutionnaire, l'édifice a fait l'objet de plusieurs campagnes de restauration au XIXe siècle et ensuite. Ainsi, la polychromie de l'intérieur date de 1856.
L'édifice est classé au titre des monuments historiques en 1846.
L'édifice a accueilli 85 000 visiteurs en 2003.

## Description

### L'extérieur
La croix de l'ancien cimetière est de 1643.

#### Le chevet

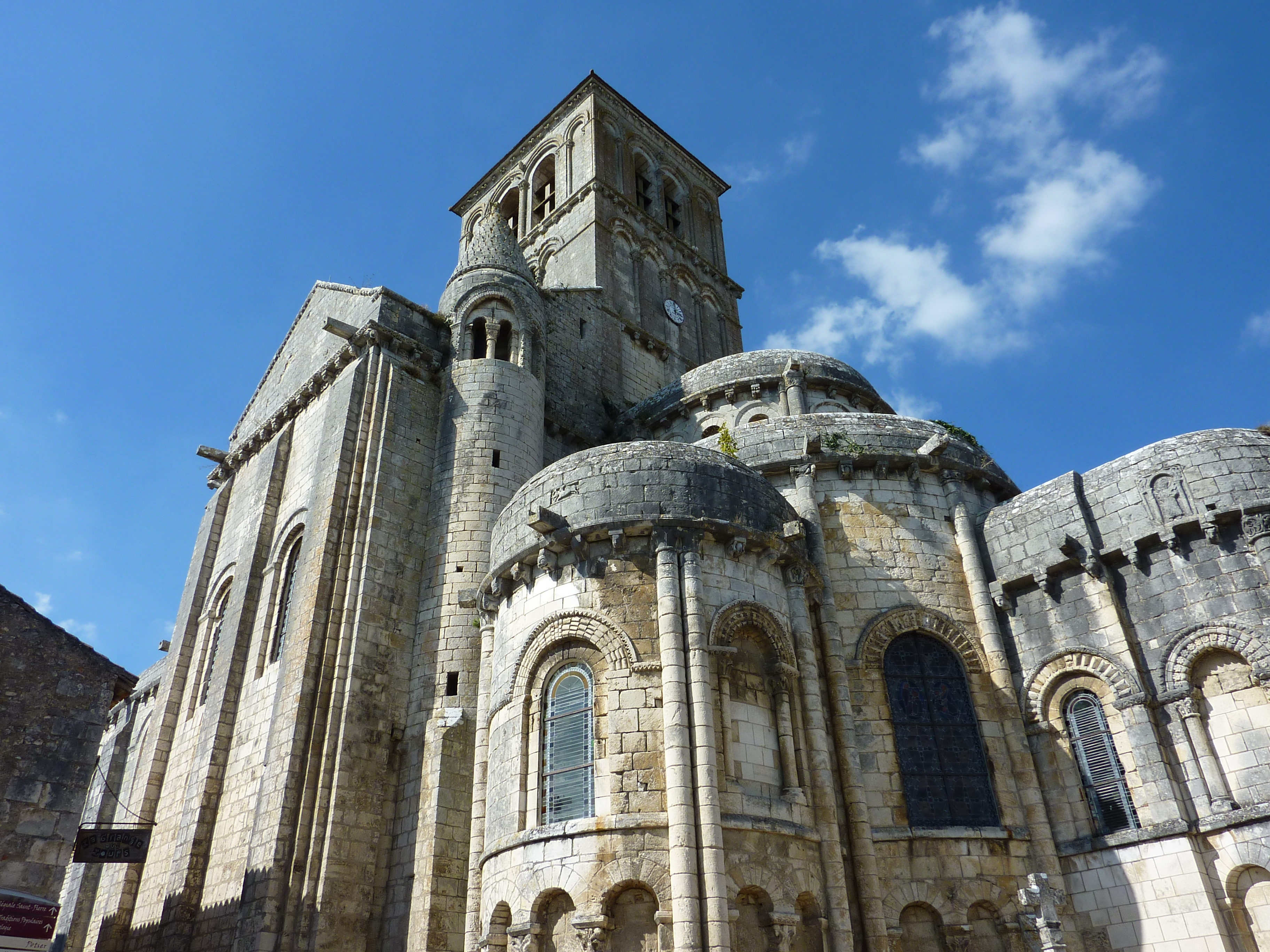
La collégiale Saint-Pierre, commencée au XIe siècle, est représentative de l'art roman.

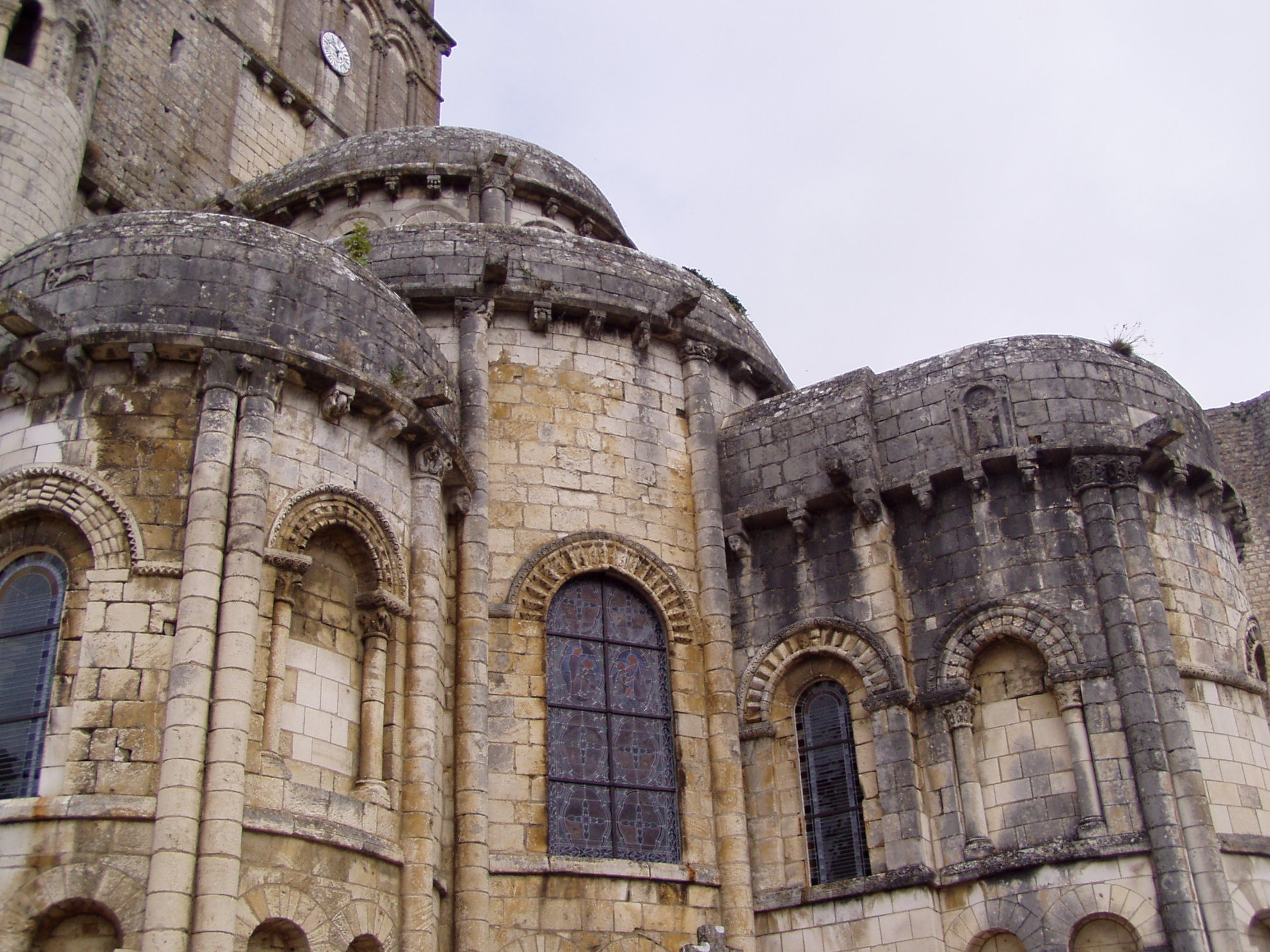
Le chevet de l'église Saint-Pierre.

Le chevet est visible de la rue Saint-Pierre. Il frappe par l'harmonieux étagement des volumes et la richesse de sa décoration sculptée. Les murs au sommet recourbé qui couronnent l'abside et les chapelles rayonnantes ne sont pas des coupoles, mais de simples murs-bahuts qui dissimulent la toiture en tuiles.
Son soubassement est décoré d'une arcature sur des colonnes à chapiteaux. Les baies et quelques arcades aveugles sont situées au-dessus. Des contreforts-colonnes, simples sur l'abside, doubles sur les absidioles, portent différentes corniches à modillons. Seuls les très beaux modillons de l'abside sont anciens. Ils représentent des animaux sauvages : lions, loups, aigles, ours, renards, écureuil (?) et des animaux domestiques : béliers, cochons, chiens... Des têtes de personnages et des masques ont aussi été sculptés.
Les trois baies hautes, percées au-dessus des arcades du chœur, sont encadrées d'arcades aveugles.
Les parapets du bord du toit sont pour la plupart originaux. Certains bas-reliefs sont des remplois (peut-être de l'édifice antérieur) : un sagittaire, saint Pierre bénissant d'une main et tenant les clés de l'autre sous une arcade surmontée de deux oiseaux, scène de poursuite.
À l'archivolte d'une fenêtre du croisillon sud, il est possible d'admirer un rare alphabet roman sculpté, de A à Z avec un oméga, témoignage d'une pratique liturgique lors de la dédicace de l'église.
L'église possède aussi une belle tourelle d'escalier hors d'œuvre.

#### Le clocher

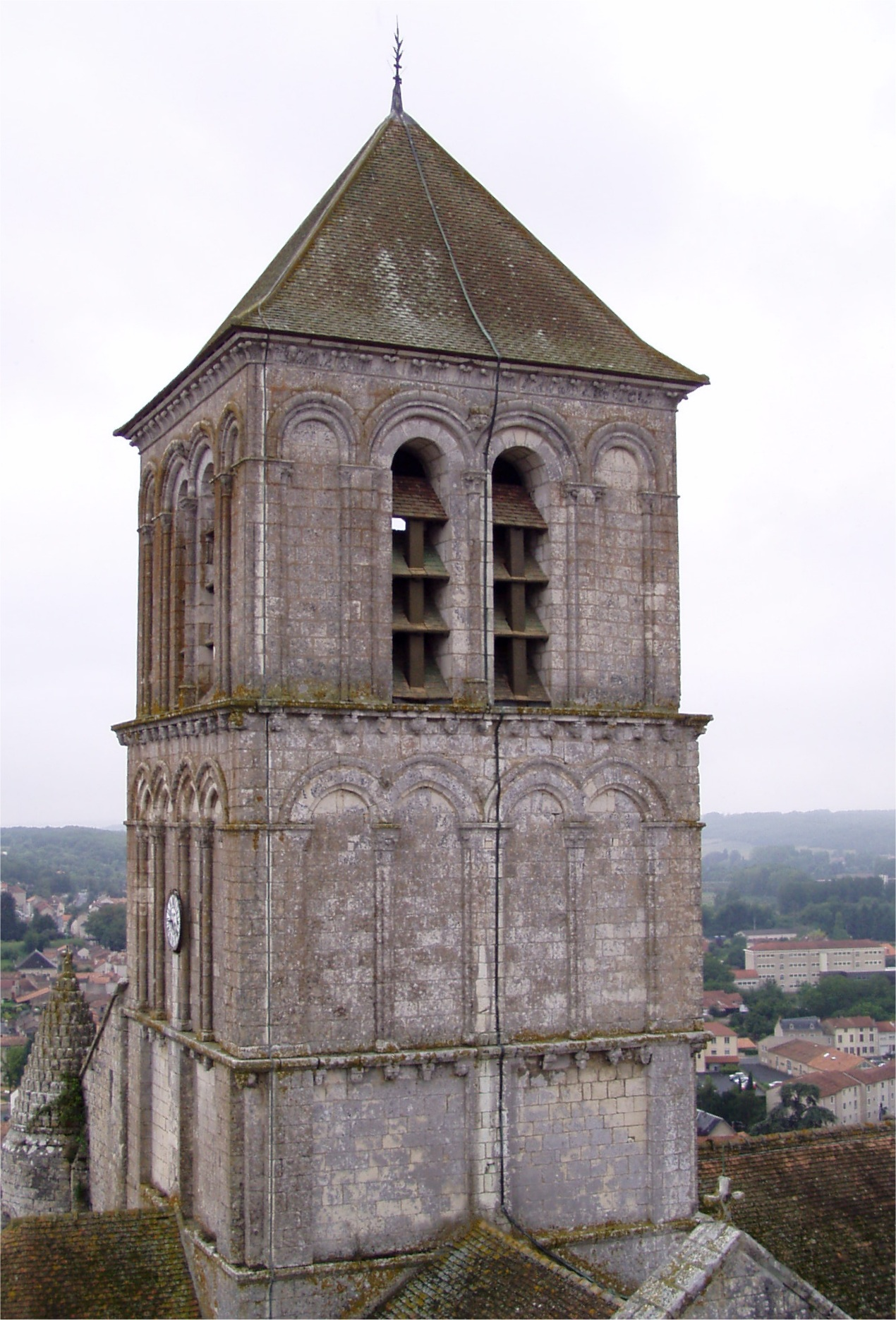
Clocher de l'église Saint-Pierre, vu du donjon de Gouzon.

Le clocher du XIIIe siècle est situé au-dessus de la croisée du transept. Il est de forme carrée.
Il est sur trois niveaux : le premier est nu, soutenu par des contreforts plats ; le second présente quatre arcades aveugles sur chaque face ; le troisième a des arcades similaires, mais les deux arcades centrales sont percées d'une baie.

### L'intérieur
L'intérieur frappe par l'élévation des voûtes qui donne légèreté et lumière.

#### La nef
La nef centrale avec ses collatéraux élevés date de la seconde moitié du XIIe siècle. La nef a cinq travées. Le vaisseau central est voûté en berceau brisé alors que les collatéraux sont voûtés d'arêtes. Chaque travée est éclairée par deux baies, percées l'une dans le mur sud et l'autre dans le mur nord des collatéraux.
La travée précédant le transept est différente : le vaisseau central est voûté en plein cintre et les étrésillons lient les murs gouttereaux avec les piliers.
La nef n'a pour tout décor que celui des chapiteaux, dont le style évolue d'est en ouest vers des formes de plus en plus gothiques.
Les piles quadrilobées présentent des marques de tâcherons.
L'intérieur apparaît, donc, comme une halle poitevine classique à trois nefs réunies sous un seul toit en bâtière et avec le berceau du vaisseau central nettement plus haut que celui des collatéraux. Ce décalage trahit l'influence du roman limousin.

#### Le transept
Le transept saillant date de la première moitié du XIIe siècle. Sa voûte en berceau, en plein cintre, repose sur des colonnes à chapiteaux.
La croisée du transept est surmontée d'une coupole octogonale sur trompes. Elle est portée par quatre piles carrées flanquées de demi-colonnes.
Les demi-colonnes internes sont en encorbellement. Elles se terminent par des culots sculptés de feuillages, de masques d'animaux et d'humains. Le culot de la pile nord-est présente une sirène qui tient deux oiseaux par le cou.
Les chapiteaux du transept sont ornés d'un décor végétal d'aigles et de monstres.

#### Le chœur
Le chœur, de la première moitié du XIIe siècle, ne présente pas de travée droite. Il est composé d'une abside entourée d'un déambulatoire et de trois absidioles ou chapelles rayonnantes, formant un trèfle. Ce type de plan est rare dans le Poitou.
Les sept arcades portées par six colonnes et deux piliers de la croisée délimitent le déambulatoire. Au-dessus de ces arcades, une arcature repose sur des colonnes à chapiteaux décorés de feuillage, d'oiseaux et d'animaux fabuleux. Un de ces chapiteaux représente des lions à l'arrière-train retourné. Ce type de chapiteau se retrouve au portail occidental de l'église Saint-Hilaire de Salles-en-Toulon.
Trois baies ébrasées éclairent l'abside. Elles sont percées à la naissance de la voûte en cul-de-four.
L'absidiole centrale est relativement profonde. Elle est éclairée par trois fenêtres, alors que les deux absidioles latérales ne comportent qu'une baie. De part et d'autre de l'absidiole centrale, deux baies éclairent directement le déambulatoire.

#### Les chapiteaux du chœur

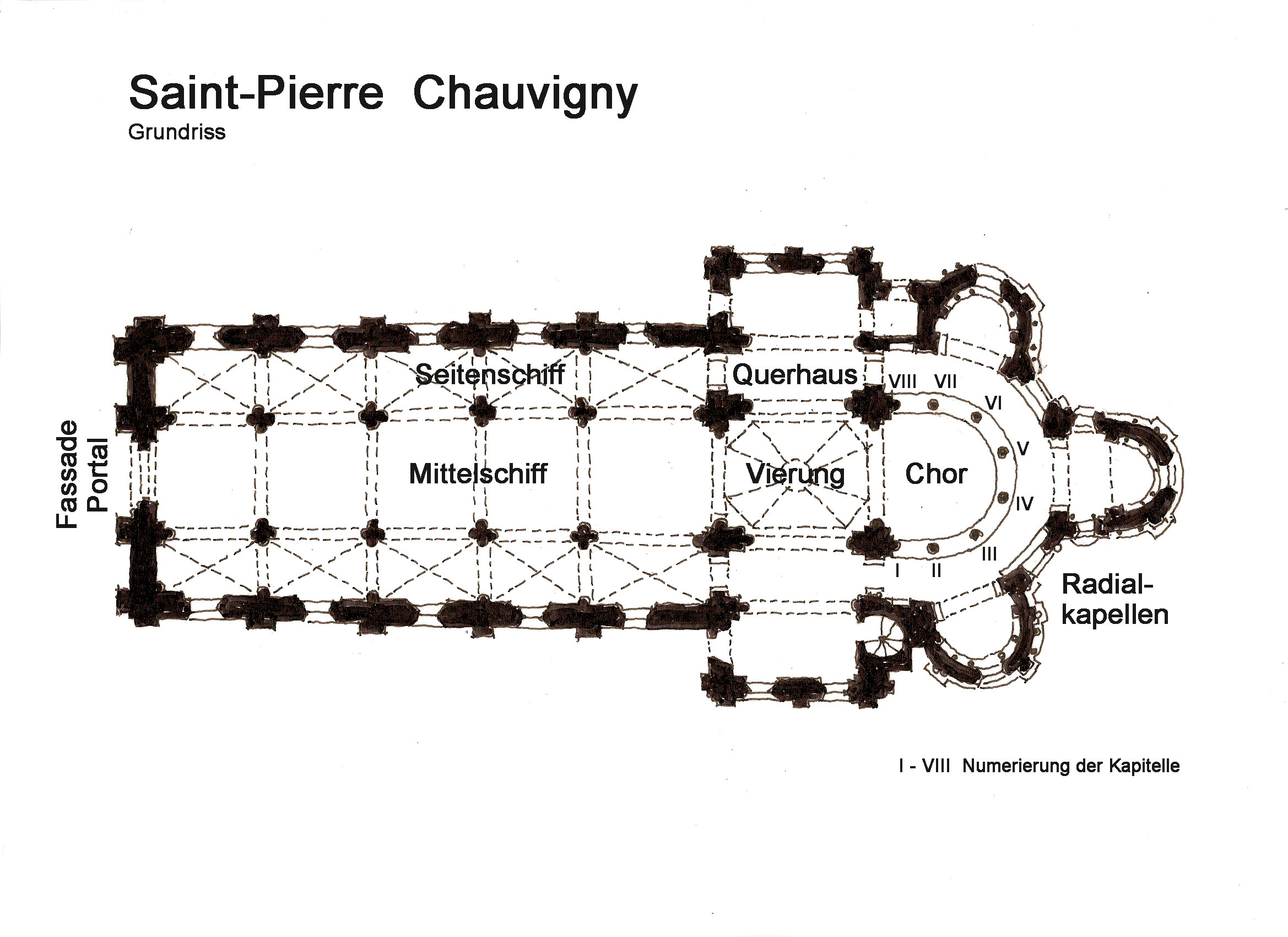
Plan de l'église et situation des chapiteaux du chœur.

La collégiale Saint-Pierre de Chauvigny doit sa réputation aux chapiteaux du chœur. Les colonnes qui séparent le sanctuaire du déambulatoire sont abondamment parées de sculptures. Leur programme iconographique n'est pas homogène : à côté de quelques épisodes de la vie de Jésus, on trouve, en effet, surtout des représentations d'animaux et de démons. Plusieurs chapiteaux portent des inscriptions qui commentent leur contenu iconographique.
Le chapiteau de l'Adoration des Mages fournit l'un des très rares exemples de signature d'artiste qui soit parvenu jusqu'à notre époque. Il est possible d'y lire : "GOFRIDVS ME FECIT", soit "Gofrid me fit", soit "Gofrid me fit faire".
Les œuvres de Gofridus n'ont pas le raffinement artistique qui caractérise les maîtres de la région toulousaine. Ses personnages sont moins structurés et exécutés presque en méplat. Ils ont des visages larges et portent des vêtements tombants. Ils possèdent, toutefois, une verve puissante et une naïve expressivité dont on ne retrouve qu'un écho affaibli dans les églises de Civaux et de Oyré.

##### Chapiteau I

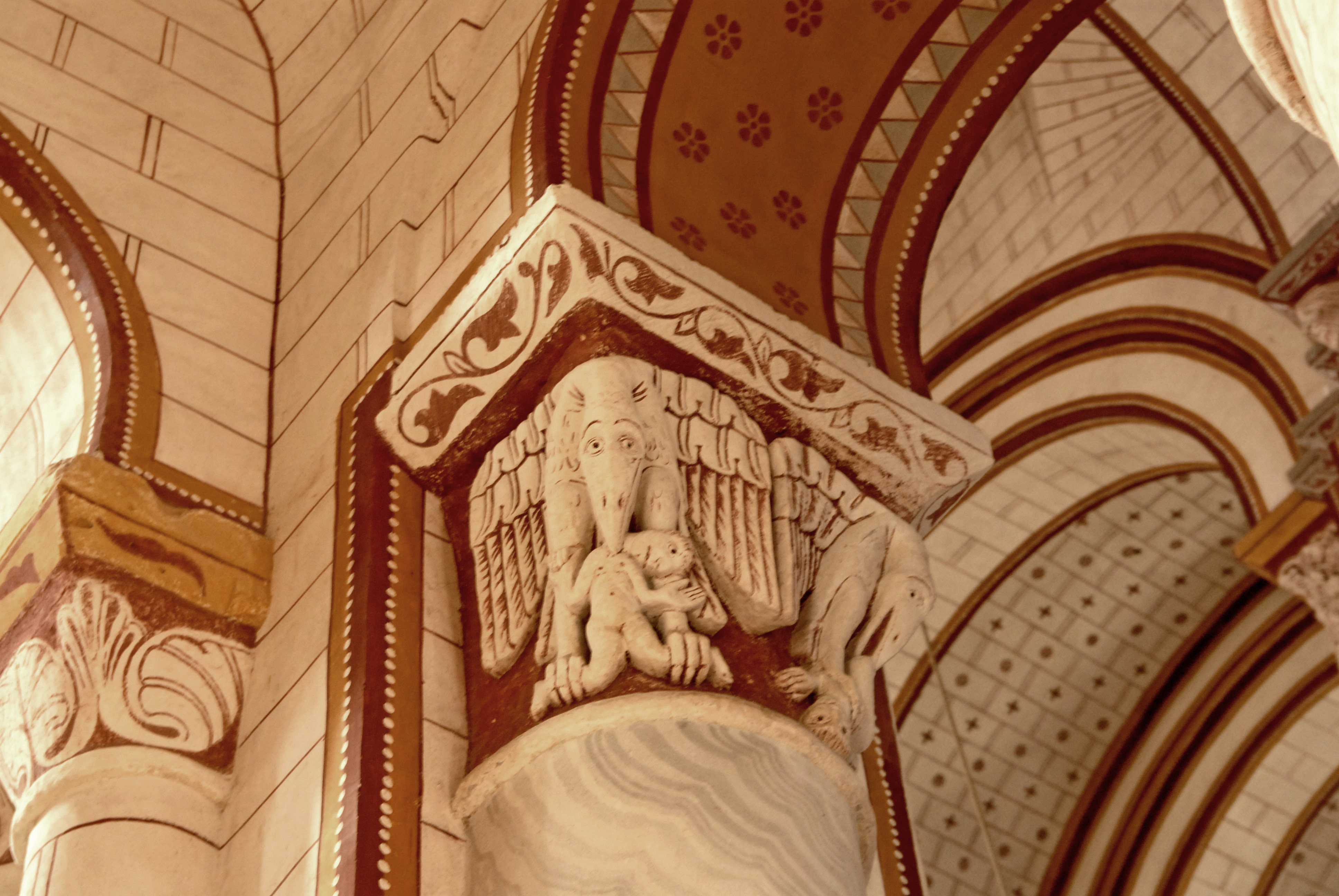
Chapiteau I. Aigles portant les âmes au ciel ou dévorant les pécheurs.

Les avis des commentateurs divergent sur l'interprétation des symboles du chapiteau I : soit des aigles portant les âmes au ciel, c'est-à-dire un symbole positif, soit des aigles qui dévorent les humains en punition d'une vie de péché - donc un symbole négatif. Il s'agirait des oiseaux de l'Apocalypse.

##### Chapiteau II

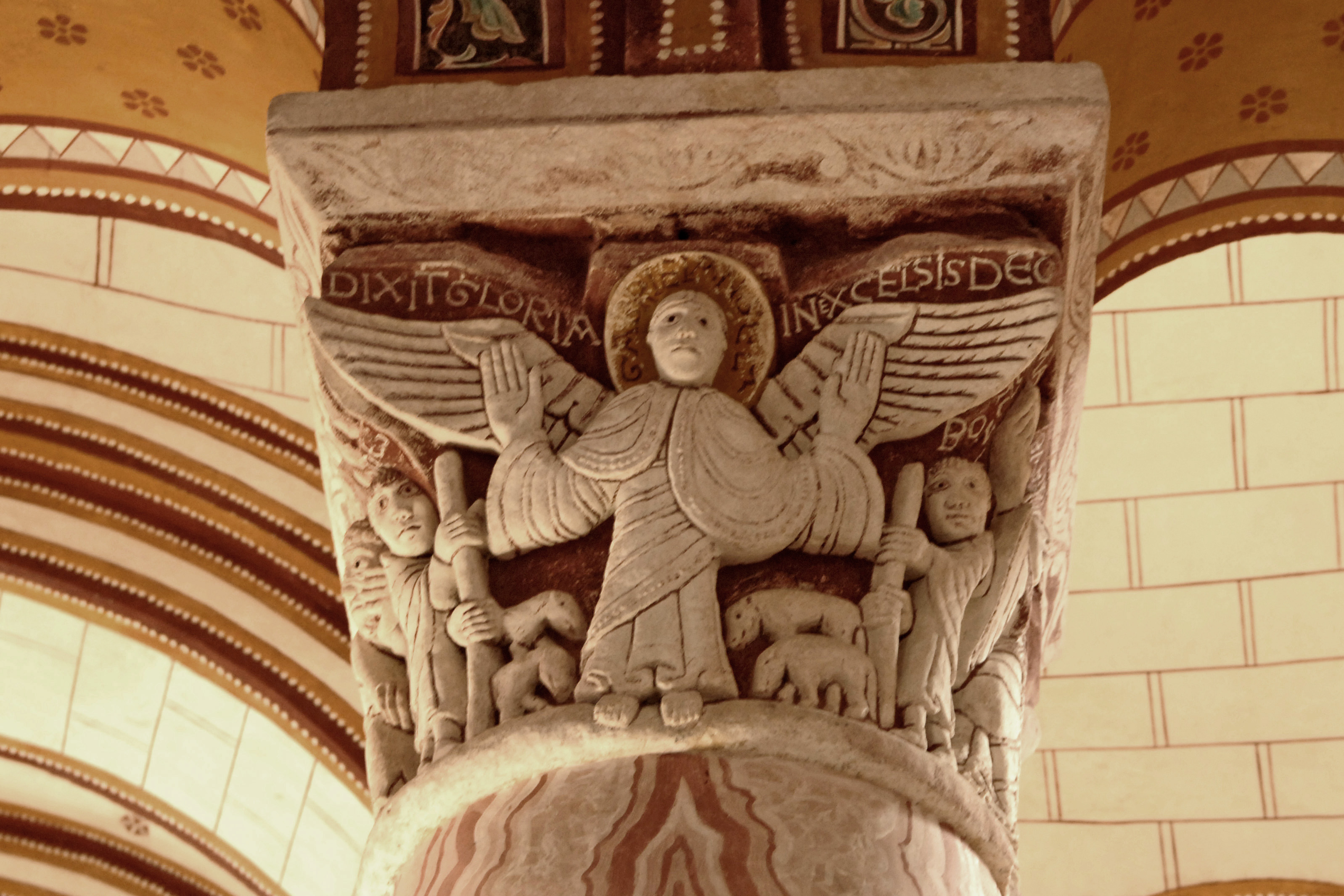
Chapiteau II. L'Annonciation aux bergers.

Le chapiteau II montre d'un côté l'Annonciation aux bergers. Le texte, au-dessus la scène, se lit d'abord sur le nimbe, l'auréole du personnage central : GABRIEL ANGELVS (l'ange Gabriel) ; puis sur les ailes : DIXIT GLORIA IN EXCELSIS DEO (il proclame la gloire du Seigneur). Au-dessus des figures latérales, il n'y a que la simple désignation PASTORES, c'est-à-dire les bergers, ou PASTOR BONVS, le Bon Pasteur.

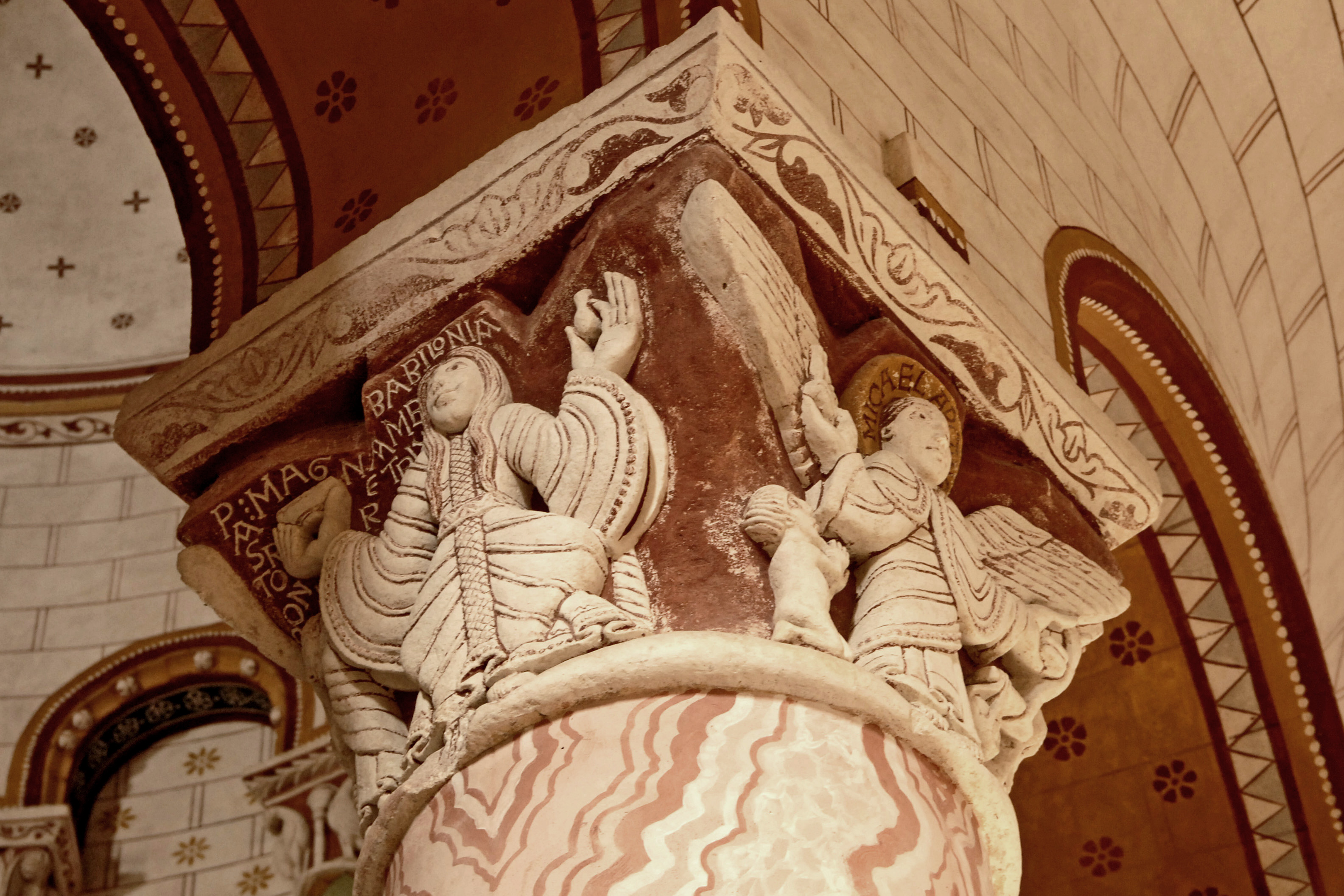
Chapiteau II. Babylone, la prostituée.

Mais sur la droite du chapiteau, un tout autre thème est abordé. Il s'agit de la prostituée babylonienne de l'Apocalypse, la BABILONIA MAGNA MERETRIX, comme le dit le texte situé au-dessus d'elle, dont les longs cheveux suggèrent le vice d'une sensualité débridée, qui est généralement dépeinte comme féminine — comme c'est le cas avec la Sirène. Dans ses mains, elle tient de petits récipients avec des élixirs pour augmenter la luxure, ces philtres d'amour utilisés à toutes les époques de la culture humaine.

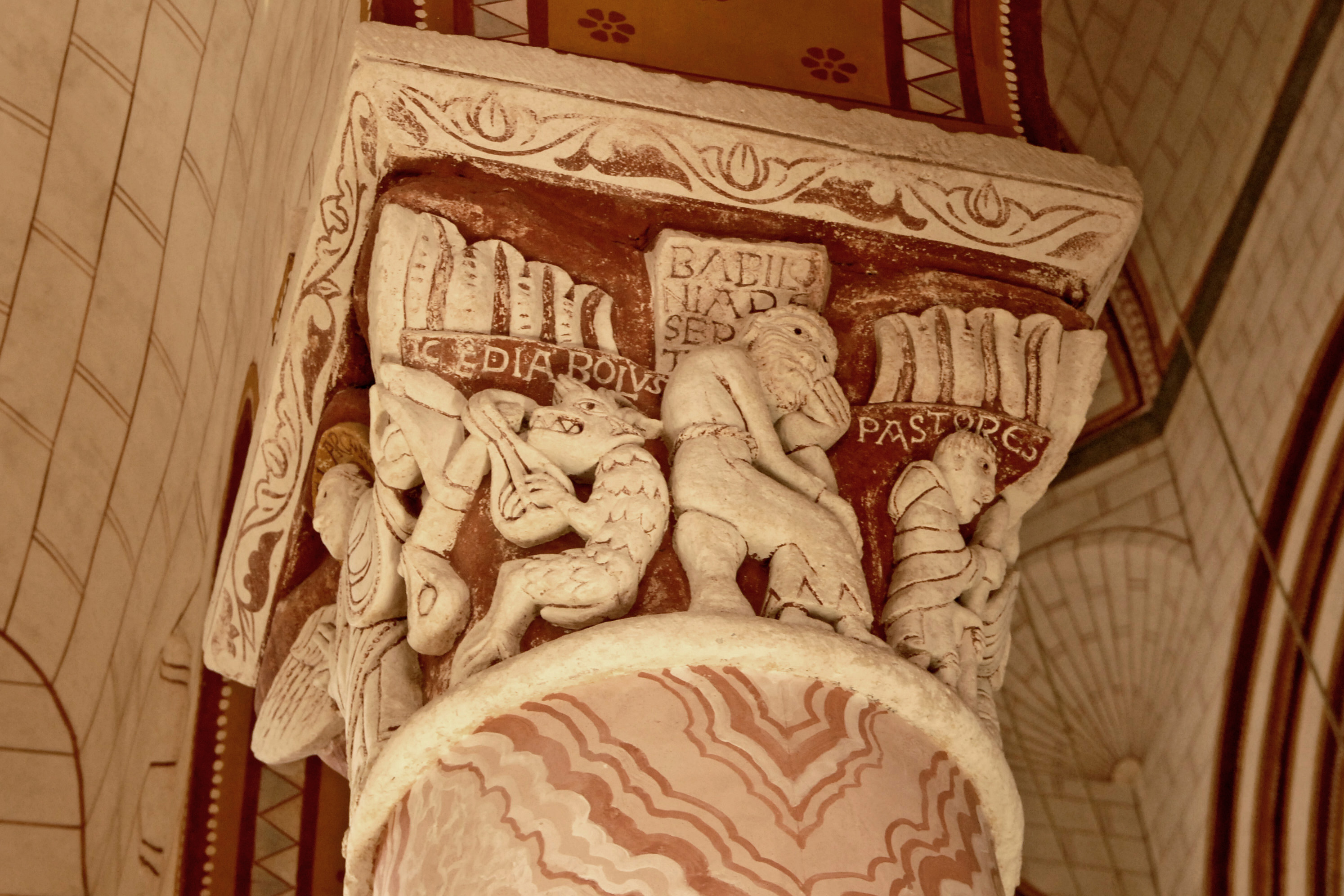
Chapiteau II. BABILONIA DESERTA, la maudite Babylone. À gauche, la pesée des âmes.

La scène encore plus à droite est la pesée des âmes par l'archange Michel, comme le dit le halo (MICHAEL ARCANGELO), qui a levé la main droite en signe de serment et tient la balance avec la gauche. Un petit diable, qui essaie désespérément de faire tomber le poids de l'âme de l'innocent, enfant priant du côté gauche de l'ange, tire de toutes ses forces sur cette balance du Jugement dernier — le motif vient de la culture égyptienne — en vain. À l'extrême droite, revenant au début, se trouve la maudite Babylone, BABILONIA DESERTA, comme écrit sur le panneau supérieur.

##### Chapiteau III

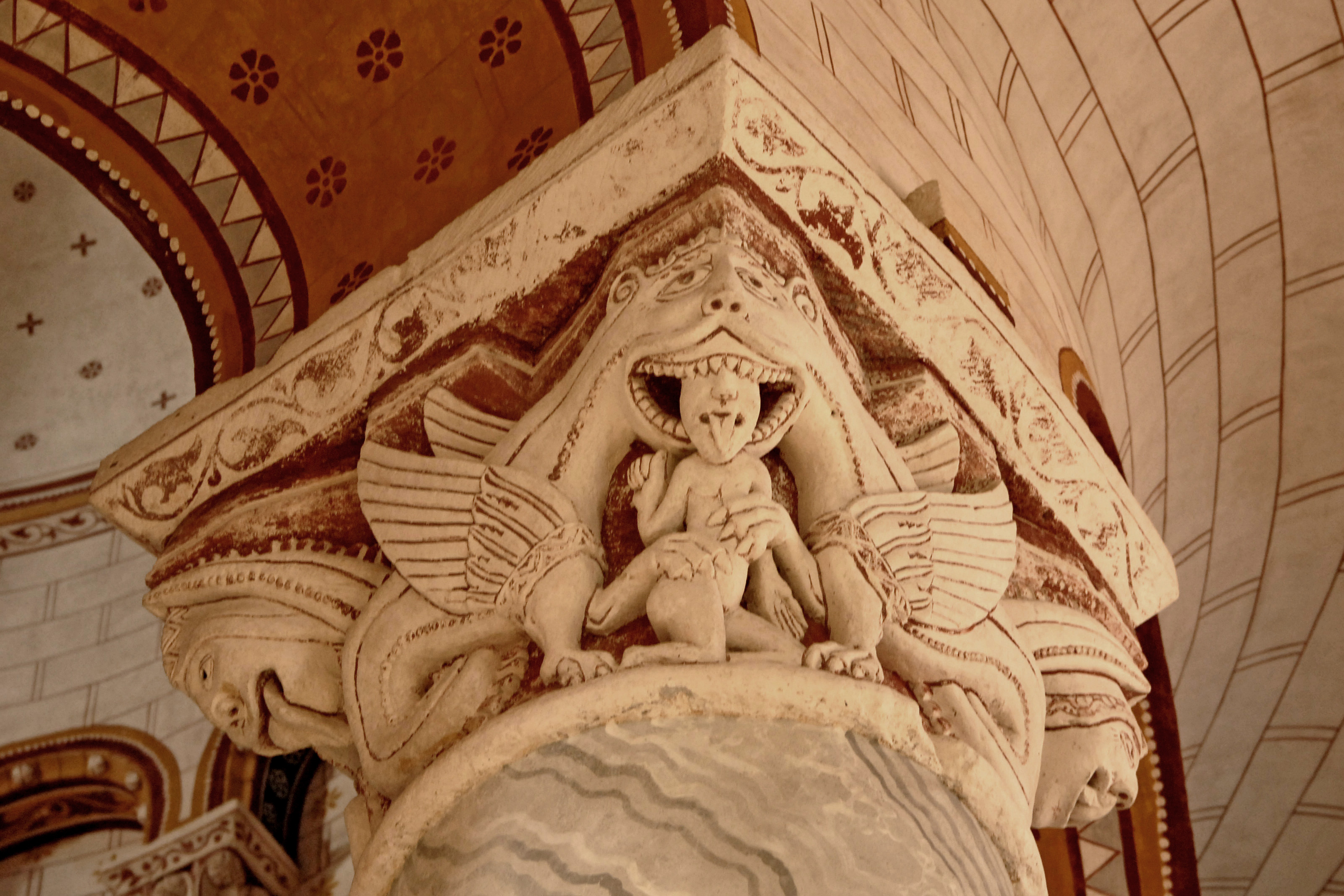
Chapiteau III, le damné tire la langue de son sort.

Le troisième chapiteau montre une des représentations médiévales typiques des démons, tels qu'ils apparaissent en relation avec le thème du Jugement dernier. Le dragon dont les deux corps s'unissent dans une tête humaine est un symbole de la mort dans la mythologie médiévale. On le voit en train de dévorer un croyant résigné. Les autres côtés du même chapiteau montrent des scènes similaires. Ici, le damné semble peu se soucier de son sort, auquel il tire la langue. Ce motif de la langue apparaît également sur la scène de l'angle du chapiteau. La langue tirée est le signe ou l'attribut démoniaque. Ce geste exprime l'astuce et le triomphe du Malin.

##### Chapiteau IV

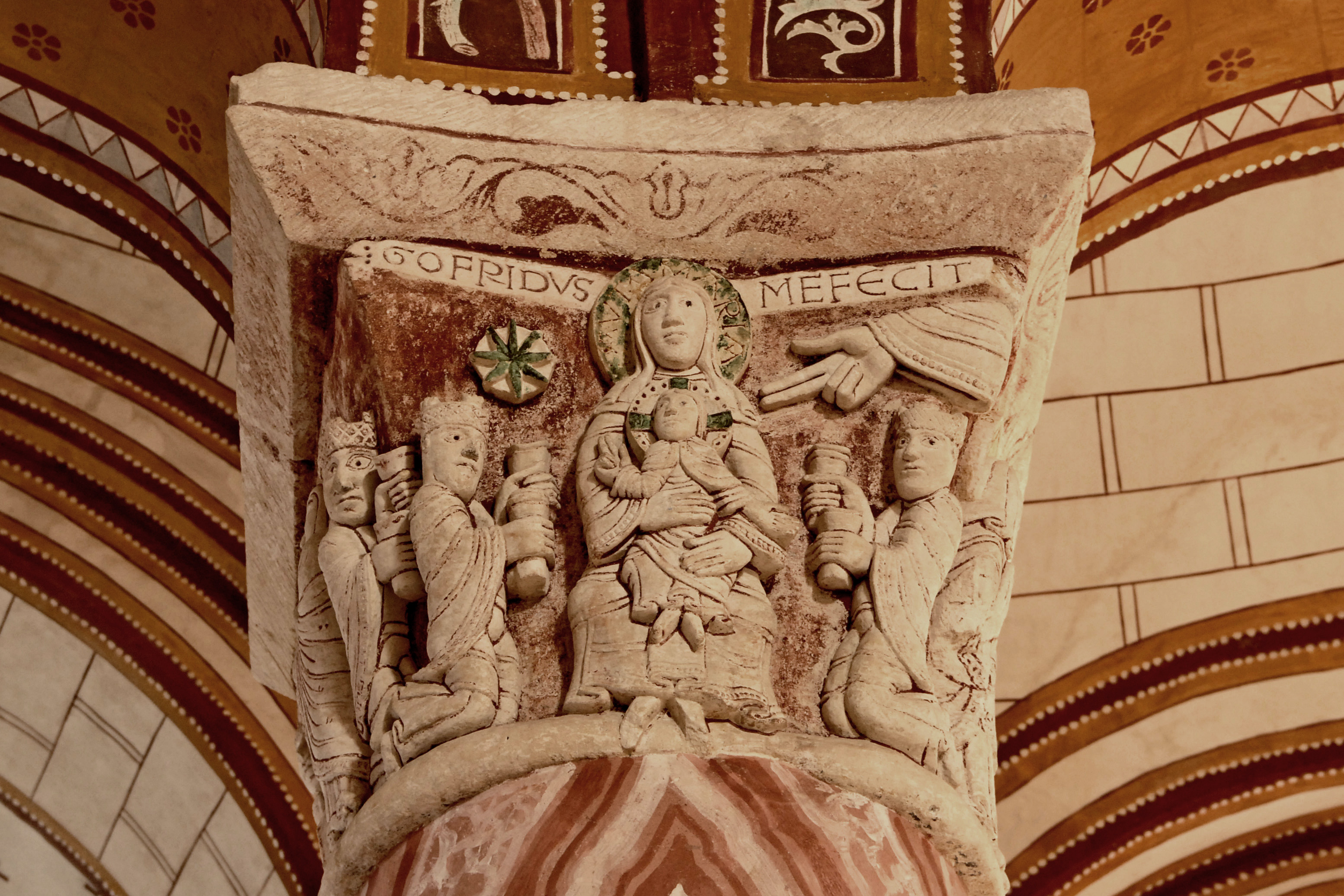
Chapiteau IV. Adoration des mages et signature du sculpteur : GOFRIDVS ME FECIT.

Ce chapiteau montre d'un côté l'Adoration des mages. Cette scène est célèbre dans l'histoire de l'art, pour l'inscription au-dessus de Marie, qui se lit : GOFRIDVS ME FECIT, Gofried m'a fait, où le sculpteur a immortalisé son nom – ou celui du client (Toman, p. 257) – procédé inhabituel pour l'époque, aux alentours de 1100. Au Moyen Âge, il n'était pas d'usage pour les artistes de signer leurs œuvres de quelque manière que ce soit, surtout dans le choeur d'une église. Cela tenait aussi au fait que l'art était beaucoup moins important qu'il ne l'est aujourd'hui, à une époque où le sculpteur n'était qu'un artisan. Ce Maître Gofridus a évidemment vu les choses différemment et a érigé un premier monument à lui-même et à sa guilde dans ce lieu sacré.
Les trois autres faces du chapiteau IV traitent de l'Annonciation à Marie, de l'une des trois Tentations du Christ et de la Présentation du Christ au Temple.

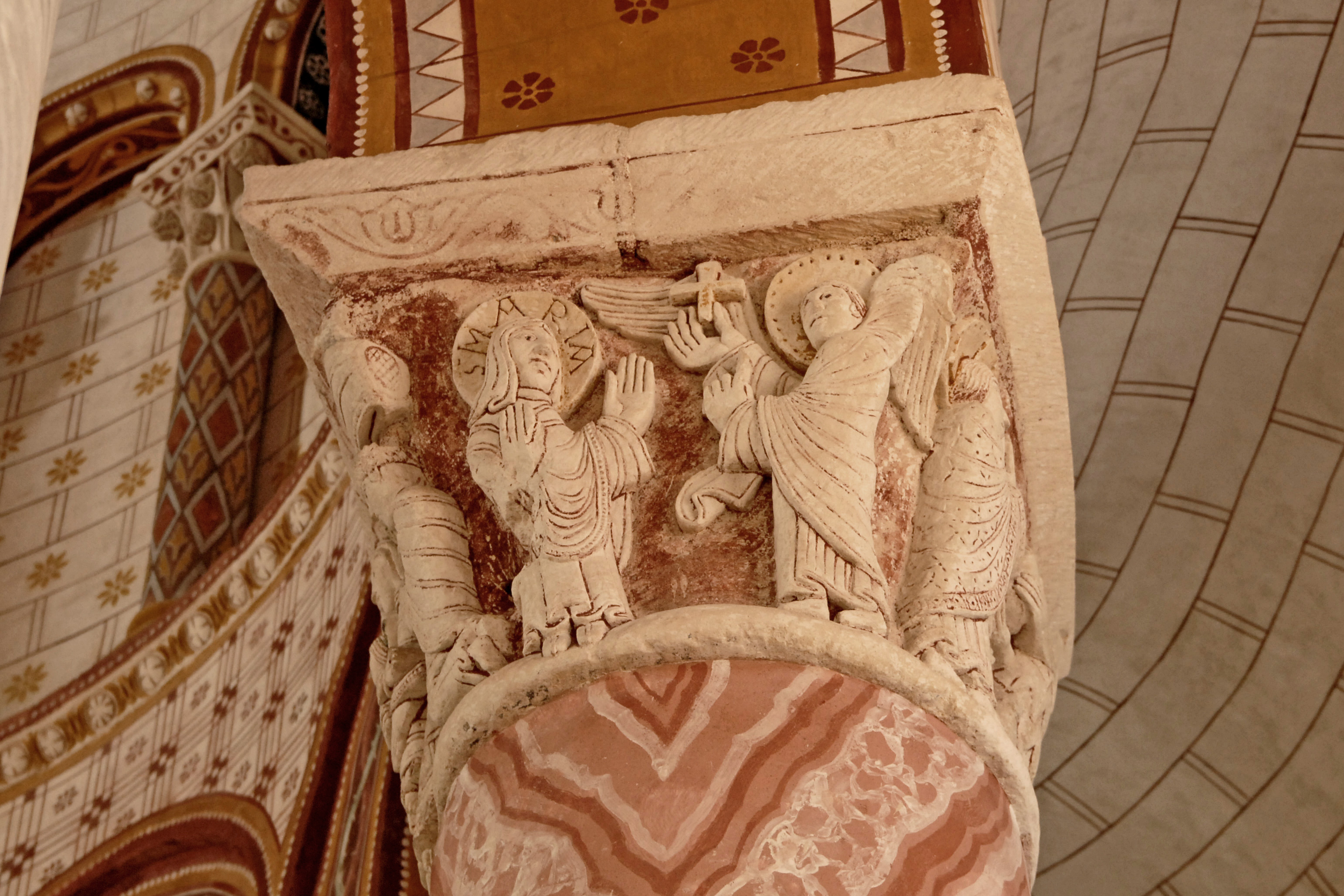
Chapiteau IV. Annonciation à Marie.
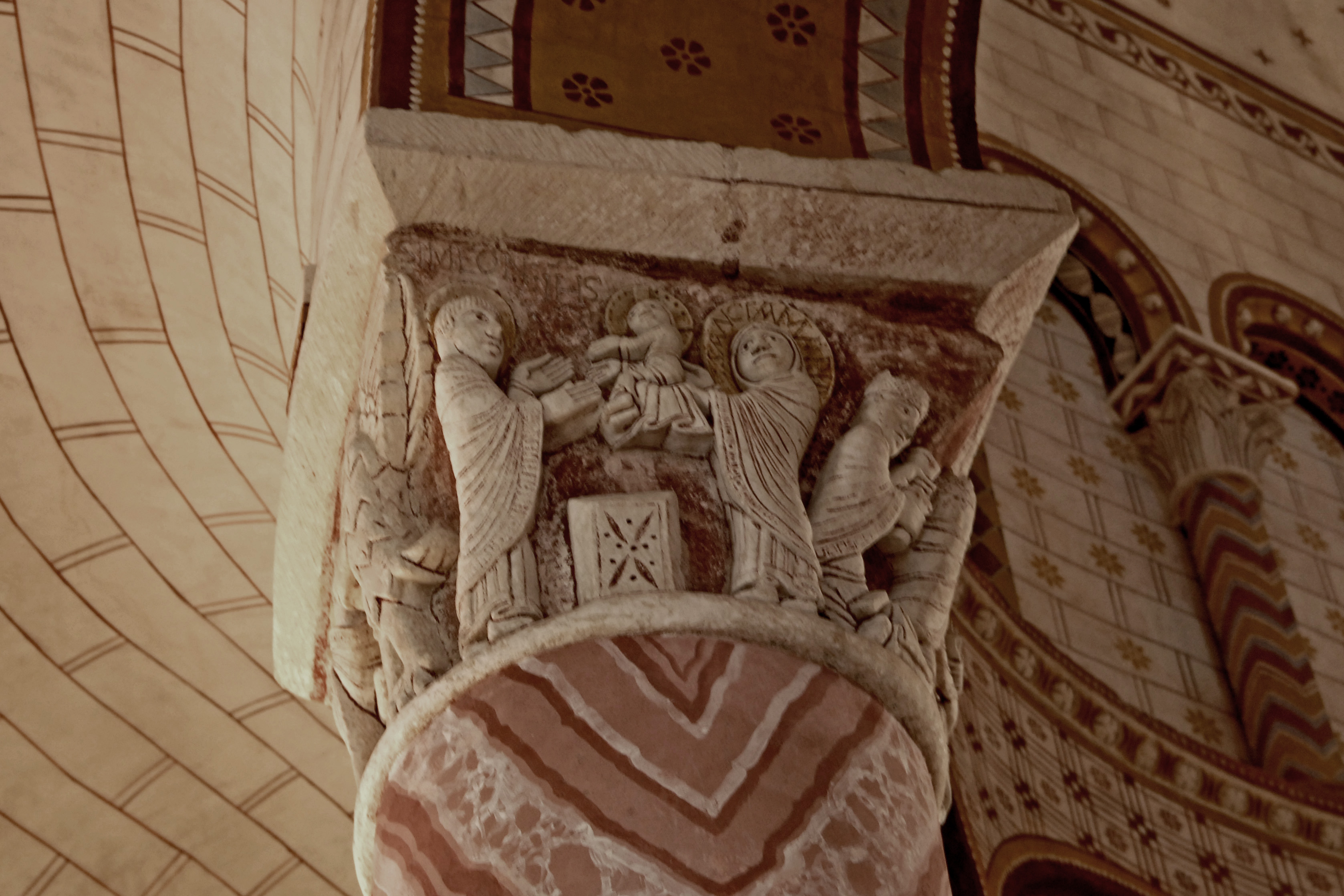
Chapiteau IV. Présentation du Christ au Temple.

##### Chapiteau V

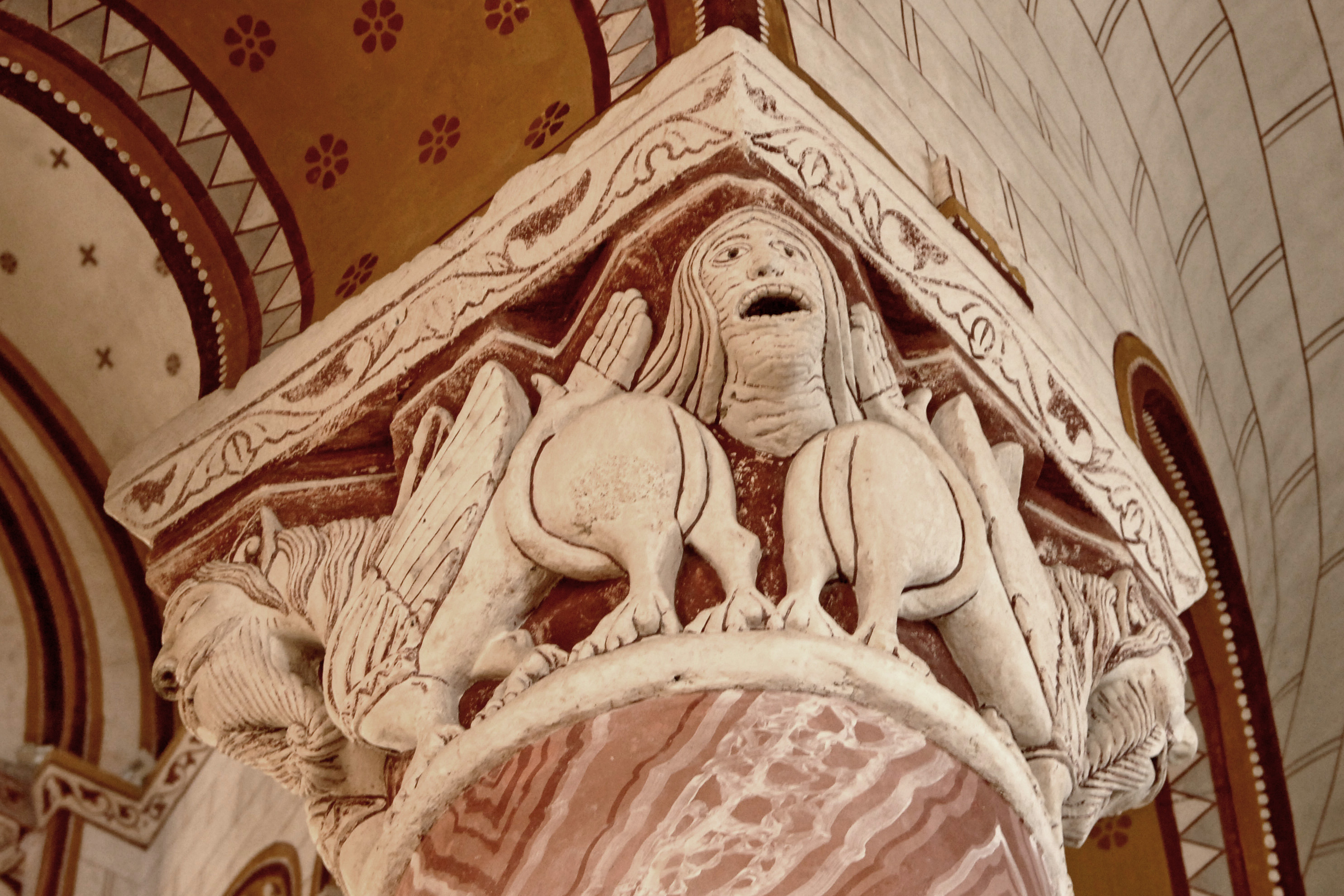
Chapiteau V. Mains humaines sortant des queues de lions ; deux masques.

Ce chapiteau montre des lions à têtes d'hommes barbus avec des queues s'achevant en des mains humaines. La barbe est le symbole de l'homme dans le péché avec tous ses points faibles. La main est le symbole de l'action de l'homme. L'image représenterait donc un être hybride qui représente l'état de pécheur, de l'homme qui a perdu sa souveraineté sur le monde animal depuis la Faute originelle. Par ses actions (la main), il est sur la voie qui le mènera vers Dieu. Cette iconographie est proche de celle que l'on peut voir sur un chapiteau de l'église de Colombiers (Vienne).

##### Chapiteau VI

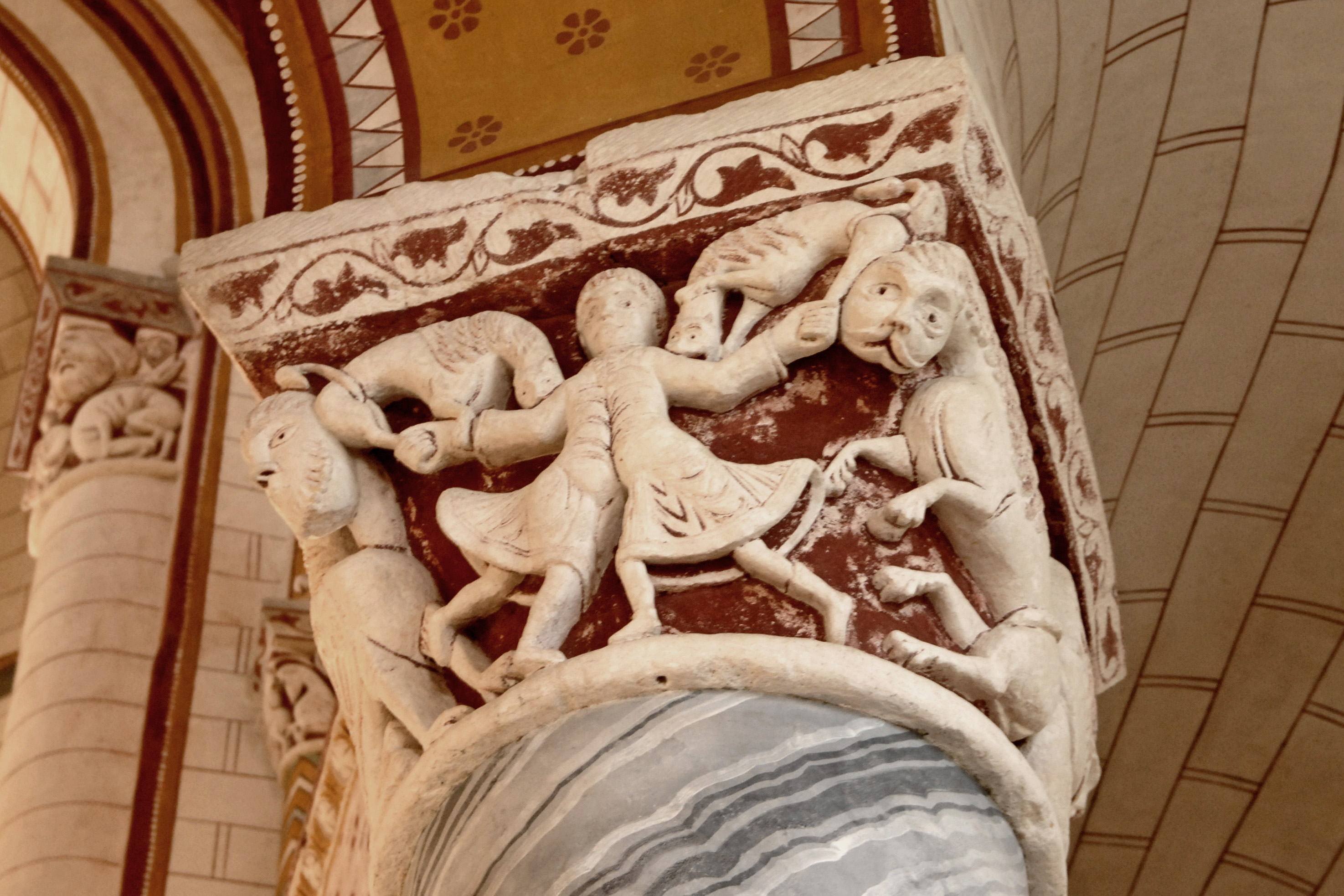
Chapiteau VI. Homme à une tête et deux corps

Le sixième chapiteau est le plus célèbre de cette église, et son interprétation est singulièrement compliquée.
On peut voir dans ce personnage fantastique, dit aussi le danseur, aux deux corps se réunissant en une seule tête, le symbole de la dualité entre la matérialité et de la spiritualité : au départ, l'homme est entièrement plongé dans cette dualité ; puis, à mesure qu'il acquiert la connaissance, il se rapproche de la tête, symbole de l'unité et de la sagesse. Cette dualité humaine va être reconnue, puis maîtrisée et enfin dépassée. L'homme ne sera plus qu'un. Cette sculpture pourrait donc symboliser le chemin parcouru par le vrai croyant.
Selon Ingeborg Tetzlaff, le chapiteau montre une figure humaine fantastique avec deux corps qui grandissent ensemble dans une tête commune, aux côtés de divers monstres. Le thème serait le conflit de l'âme humaine.
L'axe sur lequel les deux moitiés du corps croissent ensemble est l'arbre de vie, dont les branches se présentent sous forme de côtes disposées sur les deux côtés de la poitrine.
Cet être humain double, qui se déplace comme un danseur, est entouré de monstres ; il tient de manière presque espiègle les pattes arrière de l'un d'eux dans chaque main, qui à son tour essaie de lui mordre les bras. Également, apparemment avec désinvolture, il lance un coup de pied défensif sur une harpie barbue géante, représentée dans la mythologie grecque sous la forme d'une jeune femme à ailes d'oiseau, ou d'un aigle qui a le torse d'une femme. Pendant ce temps, le pied gauche de la figure double a déjà échappé à l'autre bête ressemblant à un lion, sur la droite.
D'après Tetzlaff, cette personne est conquérante de son ambivalence : elle la maîtrise, bien qu'elle en soit encore consciente. Le côté gauche du corps, à partir de l'avant, est la « partie mentale » de cet être : ceci est indiqué par les trois plis accentués de la robe, qui pointent vers la Trinité. Avec les cinq plis adjacents de la robe, il désigne « le nombre parfait du microcosme de l'homme » et donc le Christ lui-même, car cinq est le nombre des sens, et aussi des plaies du Christ. Et avec les plis verticaux à droite et à gauche de ces deux groupes, il pointe vers le haut. Pour notre réception aujourd'hui, de tels symbolismes numériques semblent artificiels et invraisemblables, mais à cette époque, ces symboles étaient acceptables et compréhensibles, surtout s'ils étaient expliqués par un prêtre au cours d'un sermon. Les plis simples des robes ont ainsi une référence symbolique en forme et en nombre. Mais aussi la moitié droite (à gauche pour le spectateur), sa « partie terrestre », tend vers l'arbre de vie au milieu du corps. Ce faisant, l'homme surpasse l'élément animal, comme l'indique le mouvement ascendant des plis de la jupe et aussi le pied qui repousse le monstre.

##### Chapiteau VII

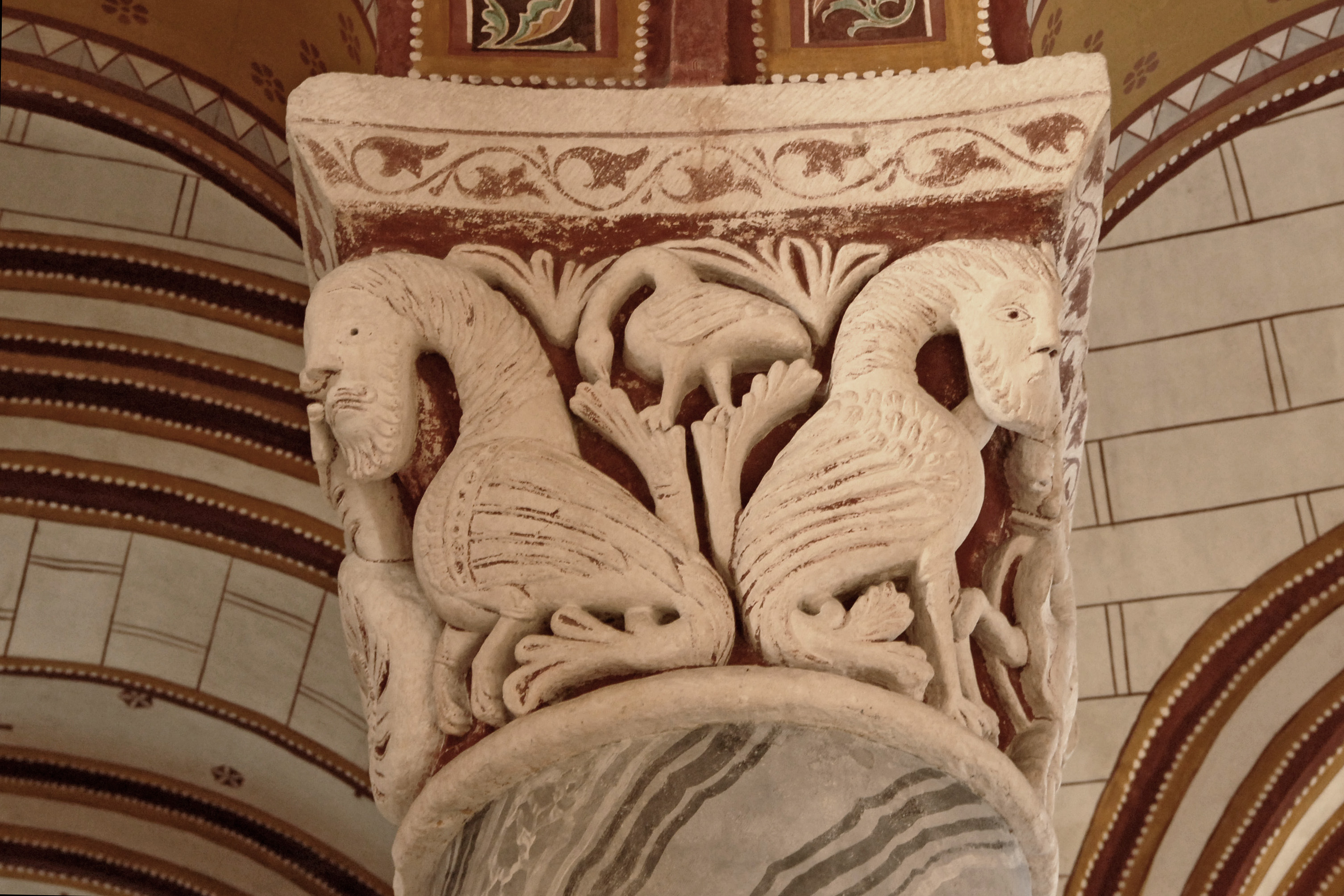
Chapiteau VII. Démons, dragons.

Le chapiteau VII montre des paires de dragons à tête humaine, leurs arrière-trains se rejoignant aux coins et  rejoints par ce qu'on pourrait appeler une langue fourchue émergeant de la bouche d'une tête de démon. Une autre interprétation de ces êtres animaux est qu'ils pourraient être des sphinx à tête de femme ou des Sirènes, c'est-à-dire des êtres tentant de pécher.
Ces dragons à têtes humaines, au long cou encapuchonné d'une curieuse cagoule du type cotte de mailles, au corps du lion, symbole de la force, est aussi symbole de ces énergies destructrices qui sont en l'homme et que l'homme sage doit savoir dominer. Les ailes permettent d'accéder à un état spirituel supérieur, à plus de sagesse, voire au ciel. Elles représentent la bonne voie. Après bien des efforts, après avoir écouté les bons conseils, l'homme croyant est en marche vers Dieu : on peut y voir le nouveau croyant, fort de sa foi, protégé d'une cotte de mailles pour lutter contre les tentations du Malin. Ce n'est pas encore un être céleste, mais seulement un homme qui s'est engagé sur le chemin de la lumière, prêt à s'envoler vers le ciel.

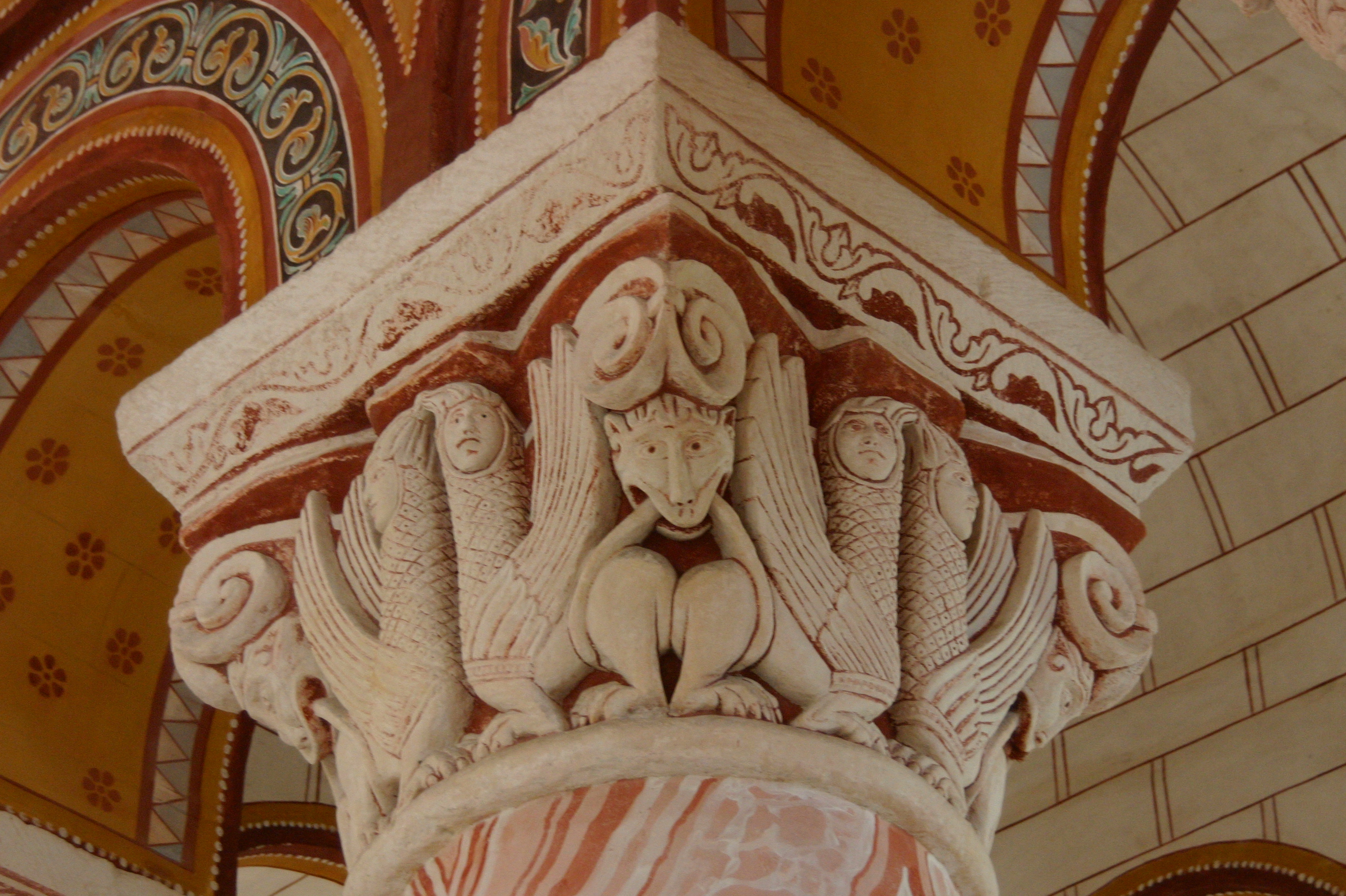
Chapiteau VII. Sphinx à cotte de mailles.
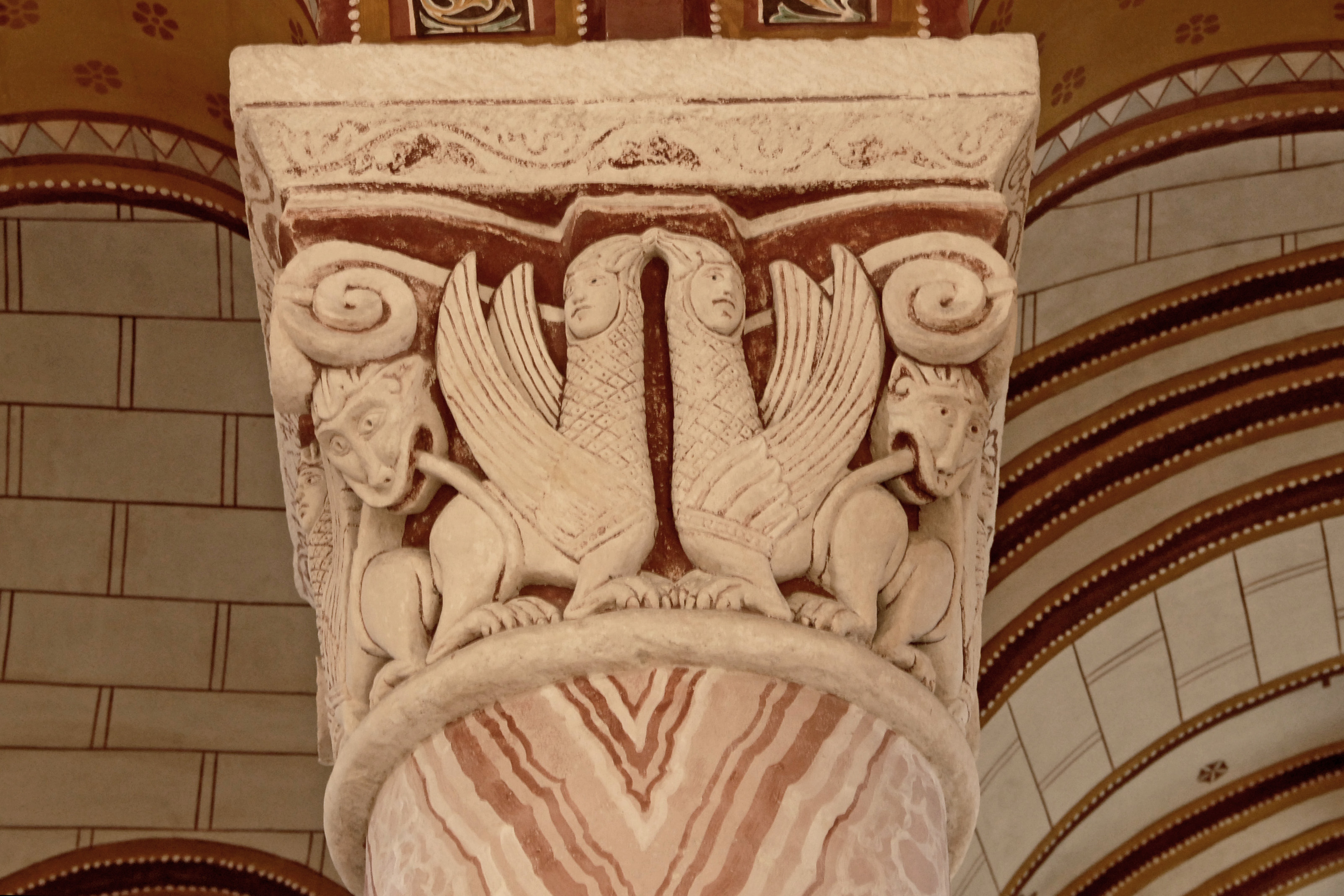
Chapiteau VII. Sirènes ou sphinx à cotte de mailles.

##### Chapiteau VIII

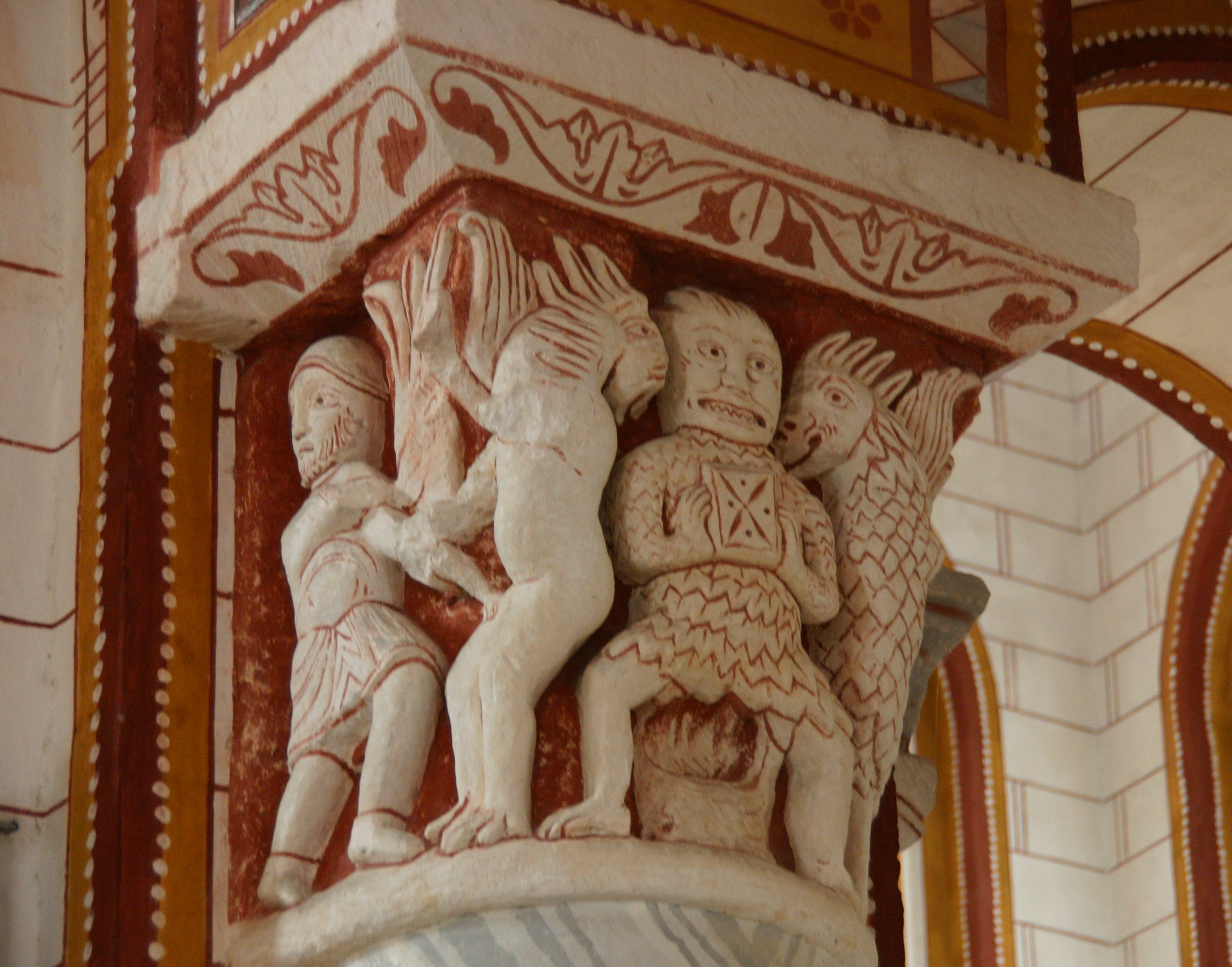
Chapiteau VIII. Satan, roi des démons, maître du Mal incarné.

Le dernier chapiteau montre le diable tenant son autel devant lui avec le symbole de la mort : une croix oblique avec des points dans les faces triangulaires. Flanqué de deux démons, le souverain du Mal est représenté en personne et dans la chair.
Satan, flanqué de deux démons à crêtes et à écailles, est le mauvais conseiller. Il symbolise toutes les forces qui troublent, affaiblissent et assombrissent la conscience de Dieu, tout ce qui détourne le croyant de son chemin. Satan est le roi du monde de la nuit. C'est le seigneur des mondes souterrains, là où vivent des êtres rampants, collés à la terre et incapables de s'élever vers Dieu. Aussi les diablotins sont-ils couverts d'écailles et de crêtes, comme les reptiles.

### Mobilier
- Gisant de chanoines du XVe siècle
- Vierges à l'Enfant du XVIIe siècle
- Orgues de 1869
- Tabernacle en bois peint et doré du XVIIe siècle. Ce tabernacle classique à colonnes torses pourrait provenir de l'ancienne église Saint-Léger.